# منطقه حفاظت‌شده هفتادقله
پارک ملی هفتادقله اراک در ۱۵ کیلومتری شرق و جنوب شرقی شهر اراک و بین شهرستان‌های اراک، محلات و خمین در ۵۵/۳۳ تا ۱۸/۳۴ عرض شمالی و ۵۷/۴۹ تا ۳۲/۵۰ طول شرقی واقع شده و مساحت آن ۹۷۴۰۷ هکتار است. این منطقه در دهه‌های گذشته با عنوان منطقه حفاظت شده تحت مدیریت سازمان حفاظت محیط‌زیست ایران قرار داشت و در سال‌های گذشته، با ارتقا به پارک ملی، تحت حفاظت عالی‌تری قرار گرفت. دوربین‌های تله‌ای در سال ۱۳۹۲، موفق به ثبت حضور پلنگ ایرانی در پارک ملی هفتادقله اراک شدند.

## ریشه نام
به دلیل تعداد زیاد کوه در این مناطق هفتاد قله نامگذاری شده‌است

## موقعیت
در میان شهرستان‌های اراک و خمین و محلات واقع شده‌است.
این منطقه در شرق اراک و شمال شرقی خمین و در شمال غربی محلات قرار دارد

## ویژگی‌های بوم‌شناختی

### گیاگان
پوشش گیاهی:کاسنی، نعناع، شب بو، تنگرس، نسترن، لرک، فرفیون ،اسپند و آویشن

### زیاگان
پستانداران: کل و بز، قوچ و میش، پلنگ، کفتارراه راه ، شغال، گرگ، گورکن، خرگوش،  تشی و روباه. پرندگان: کبک، تیهو، بلدرچین، باقرقره،  کبوتر چاهی، عقاب طلایی، سارگپه، هما، کرکس، دال، شاهین، بحری، لیل، بوتیمار و حواصیل. خزندگان: چند نوع افعی، مارآبی و لاک‌پشت.